# Rubus subtercanens
Rubus subtercanens är en rosväxtart som beskrevs av W C. R. Watson apud Sell och Walters. Rubus subtercanens ingår i släktet rubusar, och familjen rosväxter. Inga underarter finns listade i Catalogue of Life.